# Fight Night (spilserie)
Fight Night er en serie boksespil fra EA Sports (EA Games). I serien findes hidtil fire spil.
1. Fight Night 2004 (2004) til Playstation 2 og Xbox
2. Fight Night Round 2 (2005) til Playstation 2, Xbox og GameCube
3. Fight Night Round 3 (2006) til Xbox 360, Playstation Portable, Playstation 2 og Playstation 3
4. Fight Night Round 4 (2009) til PlayStation 3 og Xbox 360.
5. Fight Night Champion (2011) til Playstation 3, Xbox 360 og Xbox One.

| computerspil | Spire Denne computerspilsrelaterede artikel er en spire som bør udbygges. Du er velkommen til at hjælpe Wikipedia ved at udvide den. |